# Монгольське завоювання Аланії
Монгольське завоювання Аланії — низка військових кампаній монголів у 1222—1240 роках, наслідком чого стало встановлення зверхності Монгольської імперії над аланами.

## Передумови
У 1220 році монголи завдали удару Державі Хорезмшахів, внаслідок чого відбувся його занепад. В цей час Аланське царство вже давно перебувало у кризі, внаслідок чого розпадається на декілько частин. В одній наприкінці 1210-х років панував Качир-Укуле, в іншій Владислав, родич Давида Сослана (чоловіка грузинської цариці Тамари). Після цього, Чингісхан відправив своїх воєначальників Субудея і Джебе в похід, щоб досягти «одинадцяти країн і народів», серед яких були «Кібчаути» (тюрки-кипчаки), «Оросут» (Київська Русь), «Серкесут» (Черкесія), «Асут» (Аланія).
1222 року монгольські війська завдали поразки Державі Ширваншахів та Дербентському емірату, з боями пройшли Дагестан, вийшовши до долини Тереку.

## Перебіг подій

### Перша кампанія
Аланське військо, об'єднавшись з кавказькими половцями на чолі із ханом Юрієм Кончаковичем та дурдзуками і зигами, внаслідок чого у битві зуміли зупинити монгольське військо. Розуміючи неможливість протистояти цій коаліції, Субедей і Джебе потай від алан посланців до половців, де переконали їх у тому, що монголи зовсім не збираються боротися з такими ж кочівниками, як вони, кипчаками, а прийшли воювати виключно проти алан. Половці розірвали союз з аланами, внаслідок чого монголи атакували аланські війська, що залишилися без підтримки. Повністю розбивши армію, субедей рушив проти половців, яких розбив у битві на Дону. Втім аланська державність зберіглася. Їх правителі відступили у гори, а потім приступили до відновлення господарства.

### Друга кампанія
1236 року монгольські війська під проводом Бату захопило Надволжя, а у 1237 році — Волзьку Болгарію. В свою чергу аланський володар Качир-Укуле (цар асов) уклав союз з половецькими ханами Бачманом і Беркуті, розпочавши маневрену війну проти ворога. Масштабні бойові дії розпочалися в 1238 році, коли монголам вдалося спочатку підкорити північноруські князівства, а потім Зигію та Дурдзукетію — союзників алан.
Втім успіхи алано-половецької коаліції на Кубані, біля Дону та Криму призвели до того, що Бату відправив проти аланів та половців Субедея з Мунке і Бучеком, які змогли перетягнути на свій бік деяких аланських князів та алдарів (намісників провінцій) в обмін на збереження володінь та посад. У 1239 році Бачман зазнав низку поразок, внаслідок чого відступив до гирла Ітіля, де загинув у 1240 році. Беркуті відступив до Кримського півострова, де невдовзі зазнав поразки, потрапив у полон й був страчений. За повідомленнями історика Рашида-ад-Діна, правитель алан Качир-укуле, зі своїм загоном завдавав великих втрат монголам. Щоб розправитися з ним і з загоном кипчаків, що чинили опір, монголам довелося виготовити 200 суден і переслідувати їх по річці Ітіль. 1240 року решта аланських князівств було підкорено монголами. Облога Магасу за деякими джерелами тривала близько трьох місяців. За цей час загинуло до 270 000 алан.

## Наслідки
Після запеклої боротьби Аланська держава припинила своє існування, значна частина рівнинної Аланії виявилася захопленою монголами. Це була найбільша для середньовічного Північного Кавказу катастрофа, що різко змінила співвідношення політичних сил у регіоні, перекроїла все його життя і започаткувала нову історичну епоху пізнього середньовіччя.
Частина аланів відступила в гори, де часто діяли спільно з зигами. Вільгельм де Рубрук, посланець Франції до Сартака, перебуваючи в цих місцях у 1253 році вказував, що зигі й алани чинять спротив монгольським військам. У 1278 році було придушено повстання гірських аланів. Після цього панування монголів було спокійним. Всі, хто не підкорилися відступили до Грузинського царства.
В той же час низка аланських князів підкорилося монголам й стала сплачувати данину. Відомо, що аланські війська перебували на службі в ханів Золотої Орди та імператорів Юань. Частину аланів було переселено до Кримського улусу, де вони утворили окремий тумен.